# كيندر بوينو
كيندر بوينو (Kinder Bueno) شوكولاتة من العلامة التجارية كيندر المنتجة من قبل شركة فيريرو وهي عبارة عن أصبعين من رقائق البسكويت المغطاة بشوكولاتة على الحليب مع حشوة كريما من الحليب والبندق, في أغسطس 2008 تم إصدار نوع جديد من كيندر بوينو وهو كيندر بوينو وايت وهو بالشكولاتة البيضاء، كلمة كيندر باللغة الألمانية تعني أطفال، وكلمة بوينو بالأسبانية تعني جيد، كيندر بوينو يصنع في إيطاليا من قبل شركة فيريرو.